# Кауаи (округ)
Кау́аи (англ. Kauai County) — округ в штате Гавайи, США. Расположен на островах Кауаи и Ниихау, а также включает 2 небольших островка — Лехуа и Каула. Административный центр — статистически обособленная местность Лихуэ. Население по данным переписи 2010 года — 67 091 человек.

## География
Площадь округа Кауи составляет 3279,9 км², из которых 1612,1 км² (49,15 %) — суша и 1667,8 км² (50,85 %) — открытые водные пространства. Острова омываются водами Тихого океана.

### Природоохранные территории
- Национальный резерват дикой природы Ханалеи
- Национальный резерват дикой природы Хулеиа
- Национальный резерват дикой природы Килауэа-Пойнт

## Демография
По данным переписи населения за 2000 год в округе проживало 58 463 человека, 14 572 семьи, насчитывалось 20 183 домашних хозяйств. Средняя плотность населения составляла около 36 человек на один квадратный километр.
Расовый состав округа по данным переписи распределился следующим образом: 29,5 % белых, 0,3 % — чёрных или афроамериканцев, 0,3 % — коренных американцев, 36,0 % — азиатов, 9,1 % — коренных жителей тихоокеанских островов, 23,8 % — представителей смешанных рас, 0,9 % — других народностей. Лица латиноамериканского происхождения составили 8,2 % населения.
Из 20 183 домашних хозяйств в 34,0 % — воспитывали детей в возрасте до 18 лет, 53,9 % представляли собой совместно проживающие супружеские пары, в 12,8 % семей женщины проживали без мужей, 27,8 % не имели семьи. 21,4 % от общего числа семей на момент переписи жили самостоятельно, при этом 7,7 % составили одинокие пожилые люди в возрасте 65 лет и старше. В среднем домашнее хозяйство ведут 2,87 человек, а средний размер семьи — 3,34 человек.
Население округа Кауаи по возрастному диапазону (данные переписи 2000 года) распределилось следующим образом: 26,4 % — жители младше 18 лет, 7,1 % — между 18 и 24 годами, 27,2 % — от 25 до 44 лет, 25,5 % — от 45 до 64 лет и 13,8 % — в возрасте 65 лет и старше. Средний возраст жителей составил 38 лет. На каждые 100 женщин приходился 100,1 мужчина, при этом на каждые сто женщин 18 лет и старше приходилось 97,5 мужчин также старше 18 лет.

## Населённые пункты
В состав округа входят следующие статистически обособленные местности: Анахола, Элеэле, Ханалеи, Ханамаулу, Ханапепе, Калахео, Калихиваи, Капаа, Каумакани, Кекаха, Килауеа, Колоа, Лаваи, Лихуэ, Омао, Пакала-Виллидж, Поипу, Принсвилл, Пухи, Ваилуа, Ваилуа-Хомстед, Ваимеа.
Невключенные территории: Пууваи, Халехомаха, Кеалиа